# Beatriz Alva Hart
Beatriz Regina Alva Hart (Lima, 13 de diciembre de 1965) es una abogada y política peruana. Fue miembro de la Comisión de la Verdad y Reconciliación desde el 2001 hasta el 2003 y congresista de la república en el periodo 2000-2001. Actualmente es funcionaria de PetroPerú.

## Biografía
Nació en la ciudad de Lima, el 13 de diciembre de 1965. Es hija de Armando Alva Hidalgo y de Beatriz Hart Romaní.
Realizó sus estudios escolares en el colegio Reina del Mundo de la ciudad de Lima. Luego estudió la carrera de Derecho en la Universidad de Lima, logrando graduarse como abogada, y posteriormente realizó estudios de postgrado en relaciones laborales en la Universidad Johns Hopkins en convenio con la Universidad de Bolonia. Asimismo realizó estudios de Gestión Pública en el Instituto Universitario de Investigación Ortega y Gasset de Madrid, en España.
Laboró en el Estudio Ferrero y luego en el Estudio Grellaud. De 1997 a 1998 fue jefa del Área Laboral en KPMG Perú. 
Entre marzo y julio del 2001, Alva ejerció el periodismo presentando el programa matutino A Primera Hora, junto con Jaime Chincha y Lucero Sánchez en Frecuencia Latina.
Se ha desempeñado como consultora de la Organización Internacional del Trabajo. Desde el año 2017, es gerenta de Gestión Social de Petroperú y es docente en la Universidad de Lima, en la Universidad San Ignacio de Loyola y en la Universidad de San Martín de Porres.

## Carrera política
Beatriz Alva se inicia en el ámbito político como miembro del gobierno del expresidente Alberto Fujimori, donde ejerció como jefa del Gabinete de Asesores del Ministerio de Trabajo y Promoción Social de 1995 a 1998, durante las gestiones de Sandro Fuentes Acurio y de Jorge González Izquierdo. Luego, fue nombrada como viceministra de Trabajo en 1999 bajo el mandato de Jorge Mufarech.

### Congresista de la República
En las elecciones generales del año 2000, Alva es incluida como parte de la lista de candidatos al Congreso de la República por la alianza Perú 2000, alianza con el que Alberto Fujimori buscaba su segunda reelección a la presidencia de la república. Alva logró ser elegida luego como congresista de la república para el periodo parlamentario 2000-2005, con 3,636 votos.
Durante su labor legislativa, fue presidenta de la Comisión de Trabajo y Seguridad Social, así como miembro de la Comisión de Constitución y Reglamento.
En septiembre del 2000, Alva renunció a la bancada de Perú 2000 luego de revelarse el primer vladivideo donde se aprecia a Vladimiro Montesinos entregando 15.000 dólares al congresista Alberto Kouri para pasarse al fujimorismo. En noviembre del mismo año, tras la renuncia de Alberto Fujimori a la presidencia de la república mediante un fax desde Japón, su cargo parlamentario fue reducido hasta el 2001 donde se convocaron a nuevas elecciones generales.

### Miembro de la CVR
En 2001, Alva fue nombrada como miembro de la Comisión de la Verdad y Reconciliación que tuvo como objetivo investigar el Conflicto Armado Interno en el Perú entre las décadas de 1980 y 2000. Su nombramiento fue cuestionado debido a que Alva formó parte del gobierno fujimorista, permaneció en el cargo hasta el año 2003.
De 2008 a 2010, fue asesora en el Ministerio de la Producción durante las gestiones de Elena Conterno, Mercedes Aráoz y Jorge Villasante en el segundo gobierno del expresidente Alan García.